# Stagno di Paduli Saloni
Lo stagno di Paduli Saloni è una zona umida situata in prossimità della costa settentrionale della Sardegna. Appartiene amministrativamente al comune di Arzachena.

Lo stagno, che ha un'estensione di circa 36 ettari, è alimentato dal rio di San Giovanni e, con il vicino stagno di Cannigione, fa parte di un'area particolarmente interessante sotto l'aspetto faunistico: sono stati infatti censiti 180 specie di uccelli dei quali 77 nidificanti. Lo stagno è inglobato in un'oasi permanente di protezione faunistica e cattura istituita ai sensi della legge regionale n. 23/1998 in materia di attività venatoria.